# السبيل النخاعي المخيخي
السبيل النخاعي المخيخي (بالإنجليزية: Spinocerebellar tract)‏ هو سبيل عصبي ناشئ عن النخاع الشوكي لينتهي في نفس الجانب (الجانب المماثل) من المخيخ.

## منشأ معلومات استقبال الحس العميق
يمكن الحصول على معلومات استقبال الحس العميق بفضل عضو غولجي الوتري والمغازل العضلية.
- يتألف عضو غولجي الوتري من كبسولة ليفية محتوية على حزم وترية ونهايات عصبية عارية قادرة على الاستجابة للتوتر من خلال تحريض جهود الفعل في الألياف الواردة من النوع I «بي». تتميز هذه الألياف بحجم كبير نسبيًا، وغمد الميالين وقدرة التوصيل السريع.
- تعمل المغازل العضلية على مراقبة الطول داخل العضلات وإرسال المعلومات عبر الألياف الواردة الأسرع من النوع I «إيه». تتميز هذه المحاور العصبية بحجم أكبر وقدرة توصيل أسرع من الألياف الواردة من النوع I «بي» (من الألياف كيسية النوى والألياف مسلسلة النوى على حد سواء) والألياف الواردة من النوع II (من الألياف مسلسلة النوى بشكل حصري).

تُعد جميع هذه العصبونات حسية (من الدرجة الأولى أو الأولية) وتقع أجسامها الخلوية في العقد الجذرية العصبية. تمر هذه العصبونات عبر طبقات صفيحة ريكسيد I-VI في العمود الرمادي الخلفي (القرن الظهري) مكونة مجموعة من المشابك مع عصبونات الدرجة الثانية أو العصبونات الثانوية في الطبقة VII مباشرة أسفل القرن الظهري.

## مسار السبيلين الظهري والنخاعي المخيخي
تتشابك العصبونات الحسية في منطقة معروفة باسم نواة كلارك أو «عمود كلارك».
يشكل هذا عمودًا من الأجسام الخلوية التتابعية الخاصة بالعصبونات داخل المادة الرمادية الإنسية في النخاع الشوكي في الطبقة IV (مباشرة أسفل القرن الظهري)، على وجه التحديد بين «تي 1» - «إل 3». ترسل هذه العصبونات بعد ذلك محاورها العصبية إلى أعلى النخاع الشوكي، وترسل بروزاتها إلى مناطق المخيخ الإنسية من نفس الجانب عبر السويقة المخيخية السفلية.
أسفل «إل 3»، تمر العصبونات ذات الصلة إلى الحزمة الرشيقة (التي ترتبط عادة مع الجهاز اللميني الإنسي العمودي الظهري) حتى «إل 3» حيث تتشابك مع نواة كلارك (ما ينتهي بتضخم ذنبي كبير).
تحتوي العصبونات الموجودة في النواة الإسفينية الإضافية على المحاور العصبية المؤدية إلى المخيخ من نفس الجانب عبر السويقة المخيخية السفلية.

### مسار السبيلين البطني والنخاعي المخيخي
تتشابك بعض العصبونات الأخرى من السبيل النخاعي المخيخي البطني مع عصبونات الطبقة VII من «إل 4» - «إس 3». تعبر غالبية هذه الألياف نحو الحبلة الوحشية للجانب المقابل عبر الصوار الأبيض الأمامي ومرورًا بالسويقة المخيخية العلوية. تتصالب الألياف بعد ذلك في غالبية الأحيان مرة أخرى داخل المخيخ لتنتهي على الجانب المماثل. يمكن الإشارة بالتالي لهذا السبيل باسم «التصالب المزدوج».
يتشابك السبيل المنقاري عند الصفيحة القرنية الظهرية (المنطقة الرمادية المتوسطة) للنخاع الشوكي ويصعد في نفس الجانب إلى المخيخ عبر السويقة المخيخية السفلية.